# FreeType
FreeType est une bibliothèque logicielle, qui met en œuvre un moteur de rendu de police de caractères. Elle est écrite en C et principalement utilisée pour obtenir un rendu bitmap des polices vectorielles, mais fournit également un ensemble d'outils pour un certain nombre d'autres opérations liées aux polices.
FreeType est un projet libre, disponible sous la licence GNU GPL ou bien une licence proche de la licence BSD.
Il est comparable à la technologie ClearType, incluse dans Windows XP, servant à lisser les polices pour une meilleure lecture.
FreeType 2 gère tout un ensemble de formats de police dont TrueType, Type 1, et OpenType.
La version 2.4.0 sortie le 12 juillet 2010 utilise par défaut des algorithmes d'optimisation de hinting qui étaient jusque-là couverts par des brevets logiciels lesquels ont expiré en mai 2010.

## Auteurs
Les auteurs suivants sont présents dans la licence :
- David Turner
- Robert Wilhelm
- Werner Lemberg

## Historique
| Version | Date de sortie   | Nouveautés               |
| ------- | ---------------- | ------------------------ |
| 2.1.10  | 13 juin 2005     | (en) Voir les nouveautés |
| 2.2.1   | 13 mai 2006      | (en) Voir les nouveautés |
| 2.3.7   | 29 juin 2008     | (en) Voir les nouveautés |
| 2.3.8   | 14 janvier 2009  | (en) Voir les nouveautés |
| 2.3.9   | 12 mars 2009     | (en) Voir les nouveautés |
| 2.3.10  | 8 octobre 2009   | (en) Voir les nouveautés |
| 2.3.11  | 10 octobre 2009  | (en) Voir les nouveautés |
| 2.3.12  | 13 février 2010  | (en) Voir les nouveautés |
| 2.4     | 12 juillet 2010  | (en) Voir les nouveautés |
| 2.5     | 19 juin 2013     | (en) Voir les nouveautés |
| 2.6     | 8 juin 2015      | (en) Voir les nouveautés |
| 2.6.5   | 12 juillet 2016  | (en) Voir les nouveautés |
| 2.7     | 8 septembre 2016 | (en) Voir les nouveautés |
| 2.8     | 13 mai 2017      | (en) Voir les nouveautés |
| 2.9     | 8 janvier 2018   | (en) Voir les nouveautés |
| 2.10.0  | 15 mars 2019     | (en) Voir les nouveautés |
| 2.11.0  | 19 juillet 2021  | (en) Voir les nouveautés |
| 2.12.0  | 31 mars 2022     | (en) Voir les nouveautés |
| 2.12.1  | 1er mai 2022     | (en) Voir les nouveautés |

## Référence
1. ↑  « [ft-announce] Announcing FreeType 2.13.3 » (consulté le 14 août 2024)
2. ↑  « The TrueType bytecode patents have expired!, sur freetype.org »